# ジーン・リース
ジーン・リース （Jean Rhys, 1890年8月24日 - 1979年5月14日）は、イギリスの小説家。イギリス領ドミニカ出身のクレオール（父はウェールズ人、母はスコットランド人）で、本名はエラ・グウェンドライン・リース・ウィリアムズ（Ella Gwendoline Rees Williams）という。

## 生涯
16歳から本国で教育を受けるべくイギリスへ渡るが、植民地育ちという疎外感から学校でなじめなかった。ほどなく実家は没落し、彼女はコーラスガールとして生活するようになった。やがて彼女はパリへ流れていき、多くのボヘミアン的芸術家らの中で暮らすようになる。この頃の貧窮した暮らしが、のちの作品『カルテット』に表れている。
リースが作品を出版したのは1920年代から1930年代にかけてである。一度結婚したが、夫が第一次世界大戦中に行方が知れなくなり、食べていくためにペンを取った。その後30年以上沈黙を守り、1966年に出版された『広い藻の海』（日本語訳では『サルガッソーの広い海』というタイトルのものも出ている）で初めて注目を浴びた。『ジェーン・エア』に登場する精神障害者の、前半生を語る異色の小説で、後に映画化された。これをきっかけに、過去の作品群が再出版された。

## 作品
- The Left Bank and Other Stories(1927)
- Postures(1928)　のち『カルテット』Quartetと改題して1929年に出版
  - 『カルテット』岸本佐知子訳、早川書房、1988年。ISBN　978-4-15-203371-0
- 『マッケンジー氏と別れたあとで』After Leaving Mr Mackenzie (1931)
- Voyage in the Dark(1934)
- 『真夜中にお早うを』Good Morning,Midnight (1939)
- Wide Sargasso Sea(1966)
  - 『広い藻の海：ジェイン・エア異聞』篠田綾子訳、河出書房新社〈今日の海外小説〉、1973年。
  - 『サルガッソーの広い海』小沢瑞穂訳、みすず書房〈ジーン・リースコレクション〉、1998年。ISBN　978-4-622-04669-1
    - 『灯台へ／サルガッソーの広い海』池澤夏樹=個人編集 世界文学全集2-01、河出書房新社、2009年。ISBN 978-4-309-70953-6　※ヴァージニア・ウルフ『灯台へ』（鴻巣友季子訳）と併録。
- Tigers Are Better-Looking:With a Selection from 'The Left Bank' (1968)
- Penguin Modern Stories I(1969)
- My Day :Three Pieces (1975)
- Sleep It Off Lady(1976)
- Smile Please 未完成、自伝　(1979)
- 「彼らが本を焼いた日」篠田綾子訳『イギリス短編24』集英社〈現代の世界文学〉、1972年。
- 「あいつらのジャズ」小野寺健編訳『20世紀イギリス短編選・下』岩波文庫、1987年。ISBN 4-00-322702-6
- 「懐かしき我が家」鈴木晶・森田義信編訳『ニュー・ゴシック：ポーの末裔たち』新潮社、1992年。ISBN 978-4-10-525101-7
  - 「懐かしき我が家」（森田義信訳）北村薫編『謎のギャラリー：こわい部屋』新潮文庫ISBN ISBN　978-4-10-137325-6
  - 「懐かしき我が家」（森田義信訳）北村薫編『こわい部屋：謎のギャラリー』筑摩書房〈ちくま文庫〉、2012年。ISBN　978-4-480-42962-9
- 「河の音」西崎憲編訳『短篇小説日和：英国異色傑作選』ちくま文庫、2013年。ISBN 978-4-480-43034-2
- 『あの人たちが本を焼いた日：ジーン・リース短篇集』西崎憲編、亜紀書房〈ブックスならんですわる・3〉、2022年。ISBN　978-4-7505-1746-9